# Рио дас Мортес
«Рио дас Мортес» (исп. Rio das Mortes) — телефильм режиссёра Райнера Вернера Фасбиндера, вышедший на экраны в 1971 году.

## Сюжет
Ханна ведёт скучную жизнь со своим другом Михелем и рассчитывает выйти замуж, но тот не проявляет к этому никакого интереса. Однажды Михель встречает старого друга Гюнтера, с которым они задумывают поездку в Перу на поиски сокровищ в районе Рио дас Мортес. Попытки Ханны отговорить их от этой затеи заканчиваются неудачно: ребята не могут расстаться с мечтой о свободной и полной приключений жизни. Подсчёты показали, что на это потребуется более 30 тыс. марок. Но где взять такие деньги? Михель занимается ремонтом квартир, Гюнтер — туристический агент; эти занятия не приносят большого дохода. Продажа машины и деньги, отложенные на свадьбу Гюнтера, покрывают лишь малую долю требуемых финансов. Они пытаются получить деньги от дяди Ханны — бизнесмена, но их попытка обосновать «бизнес-план» терпит фиаско. Не испытывает интереса и фонд, финансирующий научные мероприятия. Наконец, они находят покровительницу, готовую помочь за долю от сокровищ, и отправляются в аэропорт, где отвергнутая Ханна почти стреляет в них из пистолета.

## В ролях
- Ханна Шигулла — Ханна
- Михаэль Кёниг — Михель
- Гюнтер Кауфманн — Гюнтер
- Катрин Шааке — Катрин, подруга Ханны
- Харри Бэр — коллега Михеля
- Улли Ломмель — автоторговец
- Мариус Айхер — мастер
- Вальтер Зедльмайр — секретарь
- Карла Эгерер — клиент
- Йоахим фон Менгерсхаузен — Йоахим
- Ханна Аксман-Реццори — покровительница
- Франц Марон — дядя Ханны
- Эльга Сорбас — секретарь дяди Ханны
- Рудольф Вальдемар Брем — посетитель паба
- Ингрид Кавен — коллега Ханны
- Лило Пемпайт — мать Гюнтера
- Курт Рааб — служащий заправки
- Райнер Вернер Фасбиндер — партнёр Ханны по танцам